# キオッジャの戦い
キオッジャの海戦 （イタリア語:Battaglia di Chioggia）は、キオッジャ戦争終盤の1380年6月24日までにヴェネツィア・ラグーン南端のキオッジャで行われた、ヴェネツィア共和国とジェノヴァ共和国との間の戦い。
1379年8月、ピエトロ・ドーリア率いるジェノヴァ軍がアドリア海深く侵入し、キオッジャの小さな漁港を占領した。この町はヴェネツィアの潟の南端に位置しており、ヴェネツィア本国は極めて重大な危機に陥った。しかしこのキオッジャの戦いで、ヴェットール・ピサーニと元首アンドレア・コンタリーニ率いるヴェネツィア艦隊は、東方から帰還したカルロ・ゼーノの艦隊と共にキオッジャのジェノヴァ艦隊を破った。 キオッジャを奪還したヴェネツィアは戦争の主導権を握り、1381年にトリノの和約が結ばれた。この条約は両国の間の明確な勝敗を定めていなかったが、長きにわたったヴェネツィア・ジェノヴァ戦争はここで事実上終結し、以後ジェノヴァ艦隊がアドリア海に現れることは無かった。 またこの戦いは、大砲が使用され始めた海戦としても重要な意味を持つ。

## 背景
14世紀までに、地中海の海洋貿易は著しい成長を見せていた。その要因はは航海技術の発達だけでなく、第四次十字軍によるビザンツ帝国の一時的な崩壊にもあった。北イタリアの商業都市国家ジェノヴァ・ヴェネツィアは、コンスタンティノープル、中東、黒海、さらにはジブラルタル海峡を抜けてバルト海まで至る地中海の交易路を巡って熾烈な競争を繰り広げた。 取引される交易品は、主なものでも木材、金属、武器、奴隷、塩、香辛料、穀物など多岐にわたった。 特にヨーロッパ、特にイタリアで都市化が進み人口が増えたことで、穀物の貿易が急速に重要視されるようになってきた。その主な輸出港は、黒海北岸クリミア半島のカッファとアドリア海東岸のキオス島だった。 この時代、ジェノヴァとヴェネツィアは互いに交易網を拡大するとともに、海軍を増強して貿易船団の護衛や襲撃、海戦を幾度となく繰り返してきた。その長い闘争がほぼ終結を迎えたのが、キオッジャの海戦であるといえる。
1372年、ヴェネツィアとジェノヴァはキオッジャ戦争（第四次ヴェネツィア・ジェノヴァ戦争）に突入した。 戦争が本格化した1378年、ヴェネツィアの提督ヴェットール・ピサニは14隻のガレー船を率いてジェノヴァへ向かった。 このことから分かるように、キオッジャ戦争の中期までは両国が投入した戦力は他の戦役と比べ小規模だった。 それは14世紀中ごろのペスト大流行により海洋交易が両国ともに低調になっていたことが原因である。
ピサニはアンツィオ岬の海戦などでジェノヴァ海軍を破った後に、ヴェネツィアへ帰還して船団を改装しようとしたが、ヴェネツィア政府に却下された。 その代わりに彼は、冬の間クロアチア沿岸のプーラなどを攻めるよう命じられた。 しかし1379年5月、ピサニの艦隊はジェノヴァ艦隊の罠にはまり、プーラの海戦でほとんどのガレー船を失う大敗北を喫した。アドリア海内での勝利で勢いに乗ったジェノヴァは7月にピエトロ・ドーリア率いる大艦隊を派遣してヴェネツィア本国に迫り、ラグーンの上にあるリードなどの街を焼き払って船舶を捕獲した。 
1379年8月、ジェノヴァ海軍は陸上の同盟軍のパドヴァ勢と連携してラグーン内に侵入し、キオッジャの港を占領してヴェネツィアの目と鼻の先に基地を築いた。キオッジャを失ったヴェネツィアはジェノヴァに講和を申し込んだが、「聖マルコの馬にハミと頭絡をかけるまでは平和は無い」と告げられたため、ヴェネツィア人は最後まで抵抗することに決めた。 ジェノヴァ軍は当初ヴェネツィア攻略の未筋を探っていたが、ラグーン内が不案内なためキオッジャに留まることにした。 一方ヴェネツィアは持てる資源をすべてつぎ込み、強制公債を発行し徴兵制を強化することで、プーラの戦いで失った海軍を再建し短期間に34隻のガレー船を揃えた。

## 戦闘
プーラの海戦の敗北で投獄されていたヴェットール・ピサーニが民衆の要求により釈放された。 元首のアンドレア・コンタリーニが自ら総司令官となり、その下にピサーニが付いた。ほとんど職人によって構成されていた新ヴェネツィア艦隊を急場で訓練した後、ヴェネツィアを包囲しているジェノヴァ軍を逆に包囲するというピサーニの作戦を実施した。12月22日の夜、ヴェネツィア軍は石を積んだ船を運河に沈め、キオッジャのジェノヴァ軍の補給路と退路を断った。また外洋を回ってきたジェノヴァ船が通れないような細い運河からヴェネツィアの小型船が市内に侵入し、小規模な軍勢で陽動攻撃を繰り返してジェノヴァ軍を妨害した。 この逆籠城戦は5か月に及び、物資の乏しくなったジェノヴァ軍は徐々に疲弊していった。東地中海でジェノヴァ船の捕獲に従事していたカルロ・ゼーノが14隻の精強なガレー艦隊を引き連れ1月に帰還したことも、ヴェネツィアがこの作戦を遂行する大きな助けとなった。次第にヴェネツィアは、各運河の入り口を押さえていくようになった。
ジェノヴァは増援をキオッジャに送ったが、もはやヴェネツィアの包囲を破ってキオッジャの友軍と合流することはできず、分断されたまま決戦に挑まざるを得なくなった。 飢えに苦しみ、ヴェネツィア軍内の傭兵を買収する試みも失敗に終わったキオッジャのジェノヴァ軍は、1380年6月24日に降伏した。 同日、ヴェネツィア艦隊は市外のジェノヴァ増援艦隊を撃破した。キオッジャで勝利をものにしたヴェネツィア軍は残存のジェノヴァ軍とたたかい、1381年にトリノの和約で終戦した。

## 軍事技術
これまでの地中海における海戦はガレー船を用いるのが普通だったが、ヴェネツィアはこれに加えて貿易用の船舶も運用していた。 貿易船は輸送力と速度がバランスよく設計されており、様々な目的に使用できた。 キオッジャの運河の封鎖に用いたのはその好例である。
またこの戦いは、船に大砲を載せて戦闘に利用した記録の残る最初の例としても重要である。 陸上での攻城戦で大砲を使用していたヴェネツィアは、多くのガレー船に射石砲を積んでキオッジャのジェノヴァ軍を砲撃した。 これらの大砲の記録はあまり残っていないが、船から船に向けての砲撃は行われなかったようである。 当時の射石砲は船を撃つにはあまりにも精度が悪く、城壁や要塞を崩すのに使うのが一般的だった。 ジェノヴァの司令官ピエトロ・ドーリアは、ヴェネツィアのガレー船からの砲撃による城塞の崩落に巻き込まれて戦死している。

## 戦後
トリノの和約で、ヴェネツィアは戦争の発端となったテネドス島の放棄など、ジェノヴァに対する数々の譲歩を余儀なくされた。しかしジェノヴァは戦争に費やした借金の処理に失敗し、民衆の不満も高まったことで、急激に地中海での軍事的・経済的な行動を停止した。   ヴェネツィアも多額の国債を抱えていたのは同じだが、数十年をかけて返済することに成功した。
歴史学者のフェルナン・ブローデルは、長きにわたった2つの海洋帝国の散発的な闘争は、14世紀に経済活動の縮小という結末を見て終結したとして、「大小の戦争に費やされた財はあまりにも膨大だった。むしろ平和的な共存こそ、繁栄を長続きさせることが出来たのではないか。」と述べている。 
ライバルがいなくなったヴェネツィアは、アドリア海の入り口のコルフ島に艦隊を駐留させることで両岸に大きく勢力を広げた。 ギリシアのペロポネソス半島では経済的な影響力を強め、ヴェネツィア本国周辺では大陸領を拡大した。 1400年までに、ヴェネツィアは3000隻の船舶、20万人の人口、3万8000人の海兵をかかえる大国となっていた。 ポルトガル海上帝国のアフリカ・アジアへの伸長でヴェネツィアの勢力が衰えても、アドリア海における経済的な独占体制は表面的とはいえ崩れることは無かった。